# André Sérot
Pour les articles homonymes, voir Sérot.
André Sérot, né le 24 juillet 1896 à Xertigny (Vosges) et mort assassiné le 17 septembre 1948 à Jérusalem, est un officier supérieur français de l'Armée de l'air qui a participé aux deux conflits mondiaux et assisté, en tant qu'observateur militaire de l’ONU, au début du conflit israélo-arabe. Son activité dans les services spéciaux l’a conduit jusqu’à la tête de la sécurité militaire française. Il est tombé sous les balles d'un commando du Lehi en même temps que le médiateur des Nations unies Folke Bernadotte, qu’il accompagnait.

## Biographie
Fils d’un maréchal des logis-chef de la gendarmerie, Pierre André Albert Sérot naît dans l'ancienne maison d'un maréchal-ferrant à Xertigny, dans les Vosges, le 24 juillet 1896,,.

### Première Guerre mondiale
Engagé volontaire en septembre 1914 alors qu’il prépare le concours de l’École polytechnique, incorporé au 49e régiment d'infanterie, André Sérot entre en 1916 comme élève officier à l'École spéciale militaire de Saint-Cyr. Après avoir participé aux combats de Craonne, il rejoint l'aviation en 1918, en tant qu'élève observateur, ce qui constitue en même temps sa première activité recensée au sein des services spéciaux.

### Entre-deux-guerres
En 1920, il est breveté pilote militaire. Le 5 février 1923, alors lieutenant à l'état-major du 20e corps d'armée, il épouse Marie Berthe Grünfelder, née à Xertigny le 20 septembre 1898, fille du directeur de l'agence locale de la BNCI.
La même année, il est affecté à Strasbourg, où il travaille pour le 2e bureau : praticien de la pénétration et de l'intoxication, il s'infiltre dans l'Abwehr pour faire passer aux Allemands de fausses informations sur les essais de fabrication conduits pour le ministère de l'Air, tout en développant la collecte de renseignements sur l’industrie aéronautique d'outre-Rhin. Réputé parler six langues et user de dix-huit noms d'emprunt, il localise l'ensemble des terrains d'aviation allemands proches de la frontière. Il est promu capitaine en 1927.
Affecté en 1933 à Belfort, il y poursuit ses investigations sur la production aéronautique du troisième Reich. La loi du 2 juillet 1934 crée l'Armée de l'air : il va participer à la fondation de ses services de renseignement et de sécurité. En 1937, il est promu commandant et devient le représentant de l'Air au poste SR de Belfort. La presse allemande voit en lui l'organisateur probable de l'enlèvement en mai 1939 d'un avion Messerschmitt Bf 110 — officiellement tombé par accident en territoire français — pour permettre l'étude de ses moteurs turbo-compressés, d'un type alors inconnu des Français.
En somme, à la veille de la guerre, « il avait pratiquement créé le service de renseignements de l'Armée de l'air et, grâce à lui, l'ordre de bataille de la Luftwaffe ainsi que le potentiel de l'industrie aéronautique allemande étaient parfaitement connus du commandement français ».

### Seconde Guerre mondiale
Pendant la « drôle de guerre », il accomplit encore plusieurs missions sur le sol allemand. Après la débâcle de 1940, il reçoit du colonel Georges Ronin, à la tête du service de renseignement « Air » (SR Air) de l'armée d'armistice, la responsabilité de son antenne de Marseille, spécialisée dans la recherche d'information sur l'industrie italienne ; en 1941, il passe au contre-espionnage, en tant qu'adjoint du commandant Paul Paillole pour les questions ayant trait à l'Armée de l'air,.
En novembre 1942, à la suite de l’invasion de la zone libre, il quitte Marseille pour rejoindre par avion l'Afrique française du Nord, avec sept autres officiers. À Alger, au sein de l'armée d'Afrique commandée alors par le général Henri Giraud, il seconde Paul Paillole à la direction de la sécurité militaire et crée le service de sécurité de l'Armée de l'air. Il est promu lieutenant-colonel en juin 1943. En septembre 1944, après le débarquement allié en Provence, il rejoint Marseille, puis Paris. En février 1945, la sécurité de l'Air, reconstituée, lui est confiée.
Restée en métropole, son épouse Berthe Sérot a été arrêtée le 23 juin 1943 par la Gestapo de Clermont-Ferrand, puis déportée en Allemagne, à Ravensbrück. Elle est libérée le 27 avril 1945 dans le cadre de la campagne des « bus blancs », opération de sauvetage de déportés menée par la Croix-Rouge suédoise à l'initiative du comte Folke Bernadotte.

### Après-guerre
Après la guerre, le colonel André Sérot, promu à ce grade en septembre 1945, est notamment amené à enquêter sur la mort du général Philippe Leclerc de Hauteclocque dans l'écrasement de son avion, le 28 novembre 1947 : l'Armée de l'air concluera à un accident dû aux conditions météorologiques. Au début de l'année 1948, il est nommé à la tête du nouveau Service de sécurité des forces armées (SSFA), qui vient se substituer aux services de sécurité militaire, navale et aérienne et se trouve placé sous l'autorité directe du ministre des Armées.
Le 8 mai, il est détaché à l'Organisation des Nations unies comme chef des observateurs militaires français en Palestine. Le 20, Folke Bernadotte est nommé médiateur des Nations unies dans le conflit israélo-arabe ; il propose successivement deux plans de partage, le 26 juin et le 16 septembre, également refusés par les deux parties.

### Assassinat
En parallèle, le « Centre » — le triumvirat alors à la tête du Lehi, ou groupe Stern, le plus extrémiste des mouvements paramilitaires juifs — a pris la décision, rendue publique en août par l'un de ses membres, Israël Eldad, de tuer le diplomate suédois. Le 14 septembre, André Sérot, qui vient d'accepter la responsabilité de l'ensemble des 80 officiers observateurs de Jérusalem en remplacement d'un capitaine de vaisseau américain, conclut une lettre à un ami en ces termes : « vraiment ce serait une misérable destinée que de perdre la vie ici ».
Le 17 septembre 1948, dans l' après-midi, lors d'un déplacement en voitures dans Jérusalem, André Sérot et Folke Bernadotte sont assassinés par un commando du Lehi.
Le convoi, qui circule sans armes, est entré par la porte Mandelbaum dans le secteur contrôlé par l'armée israélienne ; le colonel, pour partager la voiture du comte, auquel il est reconnaissant d'avoir sauvé son épouse de la déportation, a demandé à échanger son siège avec l'officier de liaison israélien.Sur la banquette arrière, il a pris place au centre ; le médiateur de l'ONU se trouve à sa droite, le général suédois Åge Lundström à sa gauche.

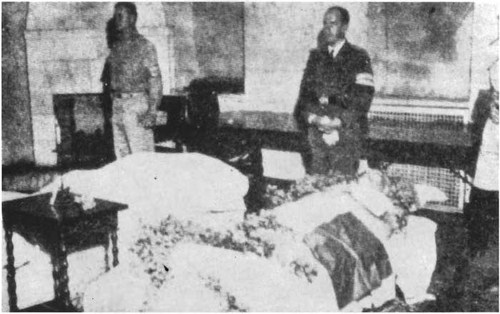
Dans l’après-midi les corps sont déposés sur des brancards, dans une salle du YMCA transformée en chapelle ardente (...)

Dans la traversée du quartier de Katamon, ou Kyriat Shmuel, une Jeep barre la route du convoi ; des hommes en uniforme militaire israélien en descendent ; l'un d'eux s'approche par la gauche de la voiture du diplomate et tire à l'intérieur une rafale de pistolet-mitrailleur MP40. André Sérot, qui se penchait vers lui, couvrant le comte, est tué sur le coup, atteint de 18 balles ; Folke Bernadotte, frappé de six balles, meurt pendant son transfert à l'hôpital,. Outre le tireur, Yehoshua Cohen (en), le commando de tueurs comprend Avraham Steinberg, Yitzhak Ben Moshe et Meshulam Markover, le conducteur de la Jeep.
Via le correspondant de l'AFP à Tel Aviv, le « Front de la patrie » qui signe la revendication de l'attentat fait savoir dans la presse que le colonel Sérot a été tué par erreur en raison d'une confusion avec le général Lundström, considéré comme un agent antisémite,. Au lendemain des faits, le gouvernement israélien annonce l'arrestation de 200 membres du Lehi ; deux des responsables du mouvement — dont un seul des trois membres du « Centre », Nathan Yalin Mor — seront condamnés en janvier 1949 pour reconstitution d'association illégale et brièvement emprisonnés, avant de bénéficier d'une amnistie.
En définitive, aucune condamnation ne sera prononcée pour le double assassinat. Le tireur, Yehoshua Cohen, sera l'un des fondateurs en 1952 du kibboutz Sde Boker où David Ben Gourion, dont il deviendra l'ami, se retirera à la fin de sa vie politique, en 1956 ; Yitzhak Shamir, le troisième homme du « Centre », entrera au Mossad puis dans la vie politique et deviendra Premier ministre d'Israël dans les années 1980 et 1990.
Après les cérémonies organisées à Orly, lors du retour des corps, puis aux Invalides et à Xertigny, André Sérot est inhumé au cimetière de sa ville natale. Il avait pour devise : « Servir sans se servir ». Son épouse Berthe Sérot, promue au grade d'officier de la Légion d'honneur, meurt à Paris le 10 octobre 1971.

## Décorations
- Officier de la Légion d'honneur (décret du 11 mai 1946[6],[31] ; chevalier par décret du 2 juillet 1929[3]).
- Croix de guerre 1914–1918 (deux citations)[3].
- Insigne des blessés militaires (une blessure de guerre le 23 octobre 1918)[3].
- Médaille de la Résistance française avec rosette (décret du 24 avril 1946)[32].
- Croix du combattant volontaire 1914–1918 (décret du 6 mai 1936)[6].
- Médaille interalliée de la Victoire[6].
- Médaille commémorative de la guerre 1914–1918[6].
- Ordre du Trésor sacré de 5e classe (Japon)[3].

## Hommages
À Xertigny, une plaque apposée sur sa maison natale et un monument élevé au cimetière honorent son souvenir ; une rue porte son nom. À Épinal, un quai est dénommé « quai Colonel-Sérot » dès 1949. En Indochine, en 1951, la brigade de renseignement et de contre-sabotage de la base aérienne 191 Tan-Son-Nhut est appelée « BRCS Colonel Sérot ». Une stèle à sa mémoire est érigée à Paris, avenue de Tourville, au siège de l'ancienne direction de la Sécurité militaire.
L'ONAC lui attribue la mention « mort pour la France » le 20 septembre 2022.

## Controverses posthumes
Le double assassinat de 1948 a fait l'objet de récits et de développements nombreux. Dans la presse, les hypothèses sont allées jusqu'à supposer qu'André Sérot aurait été un agent de l'Intelligence Service, ciblé et tué comme tel. Selon son ancien supérieur Paul Paillole, c'est en réaction à ces supputations et surtout à l'absence de réponse officielle qu'a été fondée l'Amicale des anciens des services spéciaux de la Défense nationale (AASSDN), déclarée en 1953.
En 1971, Baruch Nadel, un ancien des services secrets israéliens, déclare à l'hebdomadaire italien L'Europeo avoir été l'organisateur de l'attentat ; à ses dires, ses hommes avaient découvert qu'André Sérot, non content d'être un agent du contre-espionnage français, travaillait pour l'Intelligence Service : en exploitant cette situation pour le faire chanter, ils auraient obtenu de lui des informations — sur la date d'arrivée de Folke Bernadotte, puis sur le trajet prévu pour son cortège — dont ils se seraient servi pour monter l'opération.
Reprises dans Le Monde, ces déclarations suscitent en retour un démenti de Paul Paillole, au nom de l'AASSDN ; il y rappelle notamment, outre les hommages officiels régulièrement rendus à « la grande figure du colonel Sérot », que le groupe Stern réclame toujours « pour lui seul l'entière responsabilité de cet attentat terroriste ». Ancien observateur des Nations unies à Jérusalem, l'orientaliste Vincent Monteil critique pour sa part les accusations de Baruch Nadel à la fois pour leur banalité — « quant à être un agent britannique, nous étions tous accusés, justement par le Gang Stern, de ne pas être autre chose » — et leur peu de vraisemblance, arguant qu'en donnant le parcours exact de Folke Bernadotte, André Sérot « aurait signé son propre arrêt de mort ».